# Etaux
Etaux is een gemeente in het Franse departement Haute-Savoie (regio Auvergne-Rhône-Alpes). De plaats maakt deel uit van het arrondissement Bonneville. Etaux telde op 1 januari 2022 2.109 inwoners.

## Geografie
De oppervlakte van Etaux bedroeg op 1 januari 2022 13,69 vierkante kilometer; de bevolkingsdichtheid was toen 154,1 inwoners per km².

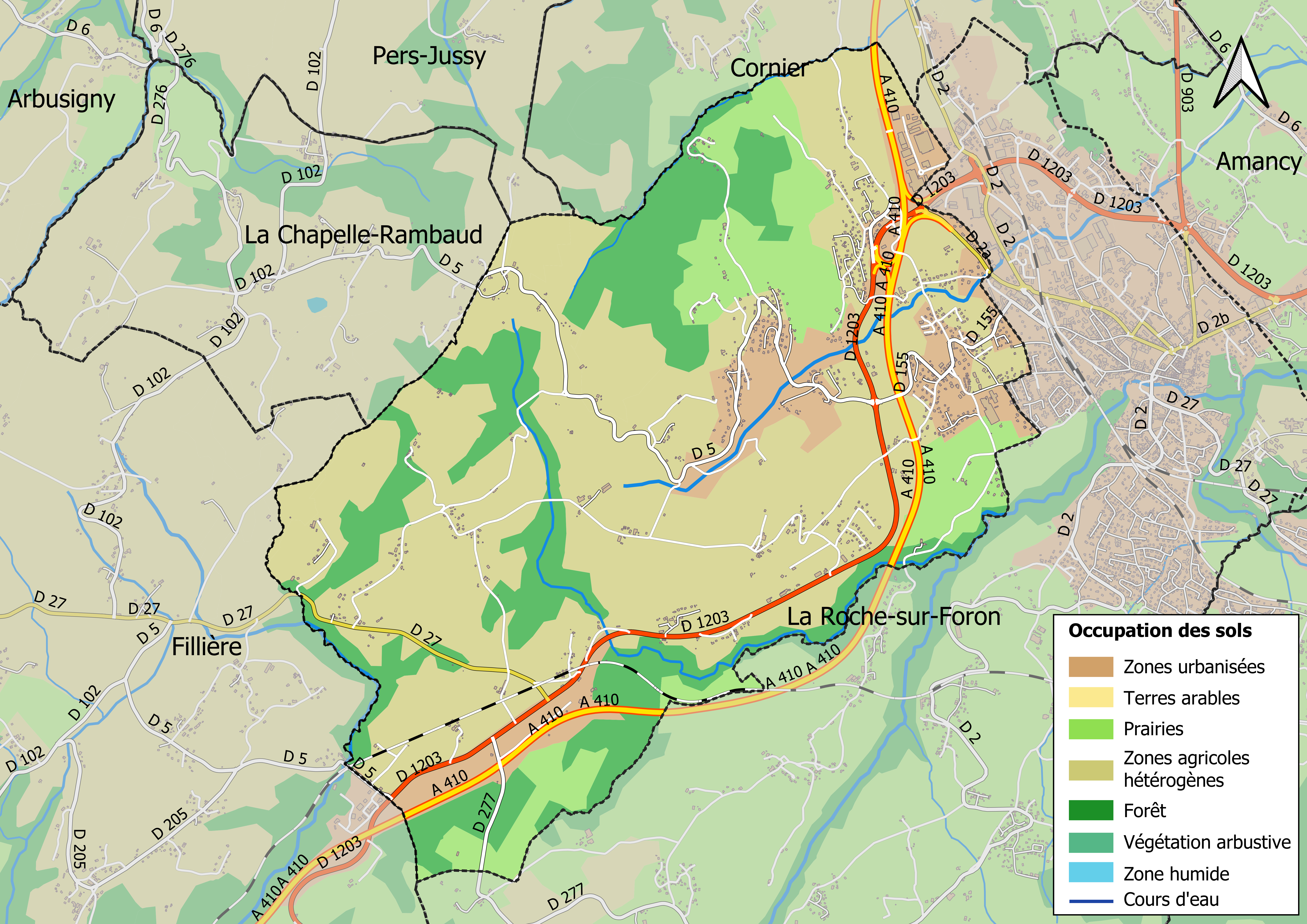
Kaart van de gemeente met de belangrijkste infrastructuur, bodemgebruik en omliggende gemeenten

## Demografie
Onderstaande figuur toont het verloop van het inwonertal (bron: INSEE-tellingen).